# 哈尔胡夫
哈尔胡夫（英語：Harkhuf），（约活动于公元前2290年至约公元前2270年前后），古埃及古王国第六王朝官员。为上埃及南部总督，曾在努比亚（今苏丹）各地旅行。原籍埃利潘蒂尼，第六王朝第三任君主迈兰拉在位时，担任上埃及南部总督和沙漠商队监督等职务。他的主要职责是和努比亚通商。首次旅行从今开罗附近的孟斐斯出发，前往尼罗河第二瀑布附近地区。第二次旅行无重大成就。第三次旅行期间恰逢埃及同一个利比亚部族作战。他的任务之一是使贸易道路畅通无阻。他带回了300头驴，满载香料、乌檀木、皮毛和象牙等。在第六王朝第四任君主佩皮二世统治时期，他又一次远行南方，从非洲内地带回一个俾格米人。年轻的国王十分高兴，给他写了封信。信的全文即被刻于其墓碑上。

## 扩展阅读
- 本条目包含来自公有领域出版物的文本: Chisholm, Hugh (编).  (第11版). London: Cambridge University Press. 1911.
- M. Lichtheim, Ancient Egyptian Literature: A Book of Readings, Vol.1, Berkeley 1973, pp. 23–27
- G.W. Murray, Harkhuf's Third Journey, The Geographical Journal, Vol. 131, No. 1 (Mar., 1965), pp. 72–75